# Lill-Lövhöjdtjärnen
Lill-Lövhöjdtjärnen är en sjö i Krokoms kommun i Jämtland och ingår i Indalsälvens huvudavrinningsområde.